# Élections sénatoriales de 2020 dans l'Allier
Les élections sénatoriales dans l'Allier ont lieu le dimanche 27 septembre 2020. Elles ont pour but d'élire les sénateurs représentant le département au Sénat pour un mandat de six années. Claude Malhuret (Agir, la droite constructive) est réélu et Bruno Rojouan (apparenté Les Républicains) élu. Le sénateur sortant  Gérard Dériot (Les Républicains) ne se représente pas.

## Contexte départemental
Lors des élections sénatoriales de 2014 dans l'Allier, deux sénateurs ont été élus : Gérard Dériot et Claude Malhuret.
Depuis, tous les effectifs du collège électoral des grands électeurs ont été renouvelés, avec les élections départementales de 2015, les élections régionales de 2015, les élections législatives de 2017 et les élections municipales de 2020.

## Sénateurs sortants
| Sénateur | Sénateur        | Parti | Fonctions lors de l'élection en 2014 |
| -------- | --------------- | ----- | ------------------------------------ |
|          | Gérard Dériot   | LR    | Sénateur sortant, conseiller général |
|          | Claude Malhuret | Agir  | Conseiller régional, maire de Vichy  |

Gérard Dériot, élu depuis 1998, se ne représente pas.

## Présentation des candidats et des suppléants
Les nouveaux représentants sont élus pour une législature de 6 ans au suffrage universel indirect par les 989 grands électeurs du département. Dans l'Allier, les sénateurs sont élus au scrutin majoritaire à deux tours. Leur nombre reste inchangé, deux sénateurs sont à élire. Il y aura plusieurs candidats dans le département, chacun avec un suppléant.
| N°  | Candidats | Candidats                 | Parti | Principales fonctions                                        |
| --- | --------- | ------------------------- | ----- | ------------------------------------------------------------ |
| T 1 |           | Claude Malhuret           | Agir  | Sénateur sortant                                             |
| s 1 |           | Martine Aurambout-Soulier | LR    | Maire de Neuvy                                               |
|     |           |                           |       |                                                              |
| T 2 |           | Bruno Rojouan             | DVD   | Conseiller municipal de Villefranche-d'Allier                |
| s 2 |           | Catherine Corti           | DVD   | Conseillère départementale, adjointe au maire de Saint-Félix |
|     |           |                           |       |                                                              |
| T 3 |           | Jean-Pierre Sigaud        | RN    | Conseiller municipal de Vichy                                |
| s 3 |           | Elisabeth Camus           | RN    |                                                              |
|     |           |                           |       |                                                              |
| T 4 |           | Jean-Michel Guerre        | PS    | Conseiller régional                                          |
| s 4 |           | Colette Delaume           | PS    | Adjointe au maire de Prémilhat                               |
|     |           |                           |       |                                                              |
| T 5 |           | Pierre Thomas             | PCF   | Maire d'Ygrande                                              |
| s 5 |           | Yasmina Koris             | PCF   | Adjointe au maire d'Yzeure                                   |

## Résultats
|                          | Bruno Rojouan            | SE                       | DVD                      | 607 | 64,92 |  |  |
|                          | Claude Malhuret          | Agir                     | DVD                      | 597 | 63,85 |  |  |
|                          | Jean-Michel Guerre       | PS                       | SOC                      | 298 | 31,87 |  |  |
|                          | Pierre Thomas            | PCF                      | COM                      | 296 | 31,66 |  |  |
|                          | Jean-Pierre Sigaud       | RN                       | RN                       | 23  | 2,46  |  |  |
|                          |                          |                          |                          |     |       |  |  |
| Votes valides            | Votes valides            | Votes valides            | Votes valides            | 935 | 96,89 |  |  |
| Votes blancs             | Votes blancs             | Votes blancs             | Votes blancs             | 15  | 1,55  |  |  |
| Votes nuls               | Votes nuls               | Votes nuls               | Votes nuls               | 15  | 1,55  |  |  |
| Total                    | Total                    | Total                    | Total                    | 965 | 100   |  |  |
| Abstention               | Abstention               | Abstention               | Abstention               | 12  | 1,23  |  |  |
| Inscrits / participation | Inscrits / participation | Inscrits / participation | Inscrits / participation | 977 | 98,77 |  |  |